# Lobkovicové
Lobkovicové (starším pravopisem Lobkowiczové, v německé formě Lobkowitz/ové) jsou staročeský rytířský a později panský šlechtický rod, jehož kořeny sahají do konce 14. století. Knížecí titul získal Zdeněk Vojtěch Popel z Lobkovic, který se stal v roce 1624 prvním vladařem domu lobkovického. V polovině 18. století se rod rozdělil na dvě knížecí větve, primogeniturní roudnickou (od ní se později oddělily větve křimická a dolnobeřkovická) a sekundogeniturní, označovanou jako mělnická nebo mělnicko-hořínská (jejím zakladatelem byl Jan Jiří Kristián z Lobkovic). Tyto čtyři větve mají své pokračování v Čechách i v současné době.
Do roku 1919 se psali z Lobkowitz (foneticky přepsaná německá forma českého z Lobkovic podle vsi Lobkovice u Mělníka). Roku 1919 tehdejší hlava rodiny Ferdinand Zdeněk rozhodl, že se rod bude psát Lobkowicz místo Lobkowitz (tedy staročesky místo německy).

## Historie rodu

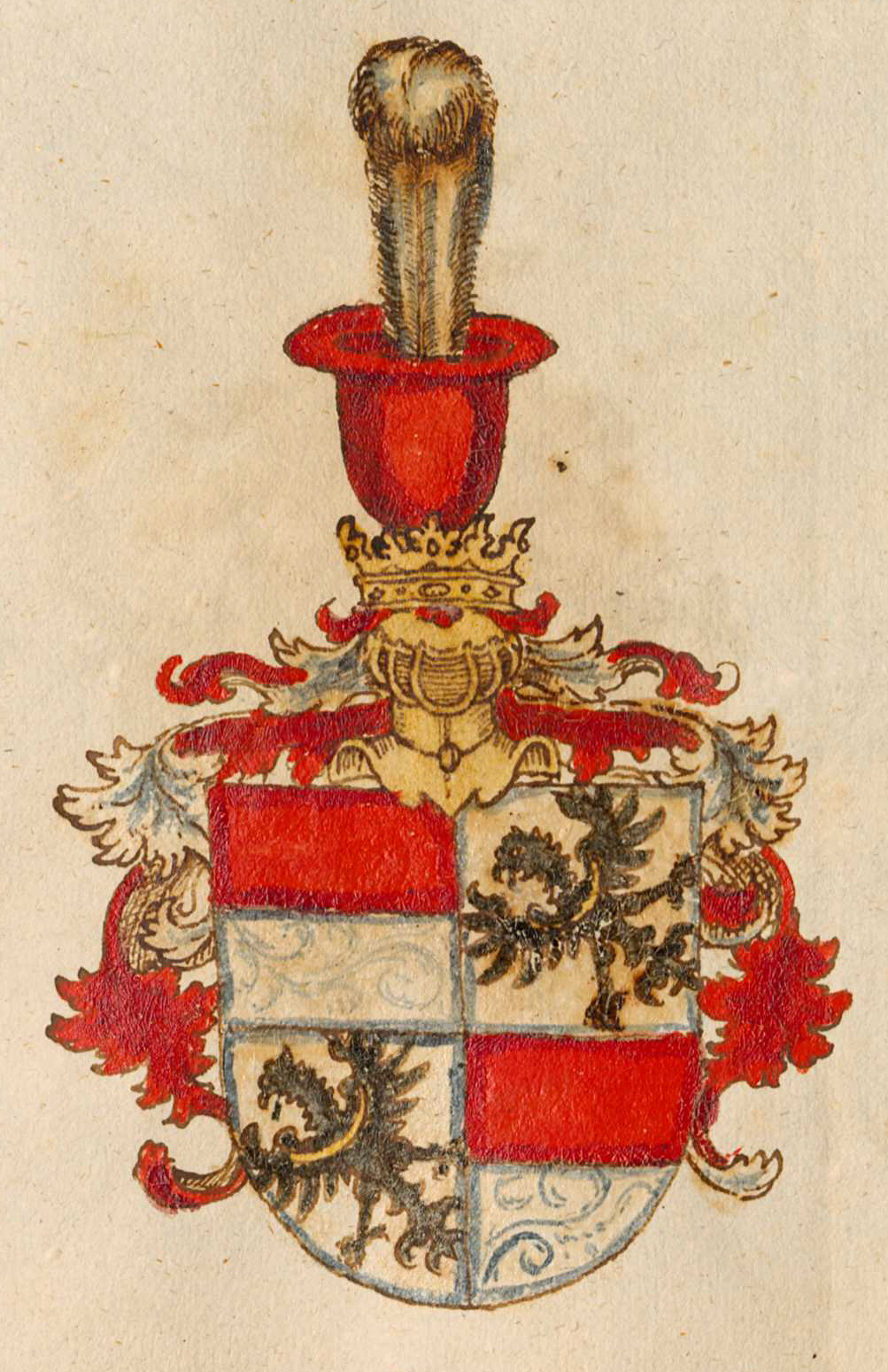
Erb Oldřicha Felixe Popela z Lobkowicz

### Původ
Prapředkem rodu byl nepříliš zámožný zeman Martin z Újezda (zemřel před rokem 1397), který se psal podle vsi Újezd nedaleko České Lípy). Jeho syn Mikuláš Chudý z Újezda vystudoval filozofickou fakultu pražské univerzity. Vzdělání mu poté otevřelo cestu k významným zemským úřadům. Roku 1401 se stal urburním písařem v Kutné Hoře. Později sloužil u českého krále Václava IV. a díky jeho přízni získal i ves Lobkovice, podle níž se také začal používat přídomek „z Lobkovic“. Mikulášova vlivu na krále využil i mistr Jan Hus, který jej požádal, aby se u Václava IV. zasadil o změnu hlasovacího práva na pražské univerzitě. To se také podařilo a roku 1409 byl vydán Dekret kutnohorský. V roce 1417 byl Mikuláš jmenován nejvyšším písařem Království českého. Z králova příkazu dobyl několik hradů odbojné šlechty (Hasištejn, Nový Hrad, Most, Přimda), které poté dostal od krále v léno. Pouze Hasištejn mu panovník nechal zapsat do dědičného držení, ostatní vyměnil za Hlubokou. Díky Mikulášovi, který zemřel roku 1435, byly položeny základy vzestupu původně nevýznamné rytířské rodiny mezi přední panské rody království.

### Rozdělení na Hasištejnskou a Popelovskou větev

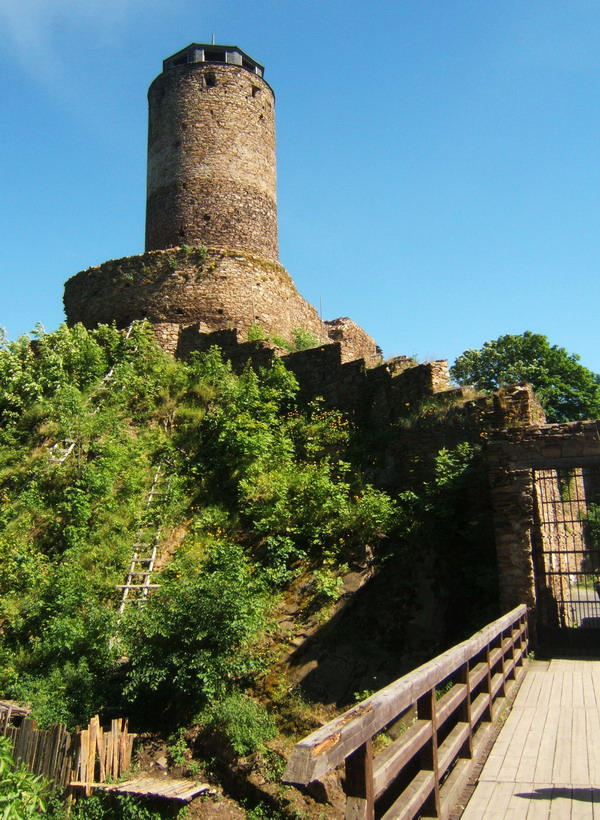
Hrad Hasištejn

Po smrti Mikuláše se rod rozdělil na dvě větve. Jednu větev (Hasištejnští z Lobkovic) založil starší syn Mikuláš, posléze Hasištejnský z Lobkovic (zemřel 1462). Druhá větev (Popelové z Lobkovic) byla založena mladším synem Janem, posléze Popelem z Lobkovic (zemřel 1470).
Roku 1440 zdědil starší Mikuláš po otci hrad Hasištejn a statek Obříství. Mikuláš i jeho mladší bratr Jan byli v Brně dne 3. srpna 1459 povýšeni císařem Fridrichem III. do říšského stavu svobodných pánů (Freiherrenstand). Současně jim byl oběma polepšen erb o černou orlici slavného rodu Žirotínů, jehož příslušnice Žofie byla manželkou Mikuláše, a kterou rod Žirotínů vymírá. V Čechách jim byl tento titul uznán a zároveň udělen český panský stav až o 20 let později (1479).

### Hasištejnští z Lobkovic
Významnou osobností této větve byl Jan Hasištejnský z Lobkovic (1450–1517), který byl žateckým hejtmanem a diplomatem ve službách krále Vladislava Jagellonského. Jeho bratr Bohuslav Hasištejnský z Lobkovic (asi 1460–1510) obdivoval antiku a vypravil se na cesty po Středomoří. Byl nazýván českým Pliniem, psal latinsky a česky. Hasištejnská větev Lobkoviců poté nabyla značného majetku. Její české odnože však vymřely již na počátku 17. století. Kryštof Hasištejnský prodal roku 1623 panství Toužim. Někteří členové této větve byli konfesně luterány. Až na přelomu 17. a 18. století přestoupil jeden z nich (Albrecht Theodor) ke katolictví.

### Popelové z Lobkovic
Mladší Jan (Jan I. Popel z Lobkovic) získal z otcova majetku hrad Hluboká a ves Lobkovice. Do vymření Hasištejnské větve užívali jeho potomci rodové jméno Popel (od vsi Popelov na Českolipsku). Jak již bylo zmíněno, roku 1459 byl spolu s bratrem povýšen do panského stavu. Jeho synové poté rod rozdělili na bílinskou (Děpolt) a chlumeckou větev (Ladislav). Z bílinské větve se v další generaci oddělily ještě perucká, tachovská a duchcovská větev, z chlumecké pak později větev zbirožská.

## Větve rodu Popelů z Lobkovic

### Bílinská větev
Zakladatelem této větve byl Děpolt Popel z Lobkowicz († 1527).
Do bílinské větve se sňatkem s Vilémem Popelem z Lobkowicz (asi 1575–1647) přivdala Benigna Kateřina Popelovna Lobkowicz (1594–1653), která pocházela z duchcovské větve Lobkoviců a stala se zakladatelkou poutního místa Lorety v Praze na Hradčanech. Pražské Loretě byla zasvěcena 20. kaple Svaté cesty z Prahy do Staré Boleslavi, založené roku 1674, kterou financoval vnuk hraběnky Kateřiny Ferdinand Vilém z Lobkowicz (1647–1708). Donátorem 21. kaple této poutní cesty byl další hraběnčin vnuk Václav Ferdinand Lobkowicz (1654–1697), který byl císařským radou a komořím, působil také jako vyslanec a byl nositelem Řádu zlatého rouna.
Bílinská větev vymřela počátkem 18. století.

### Perucká větev
U této větve jsou známé pouze 3 generace. Založil ji Jiří Popel z Lobkowicz († 1534) a pokračovatelem byl Děpolt starší Popel z Lobkovicz (asi 1530–1594), hejtman slánského kraje. Jeho syn Děpolt mladší byl v roce 1582 pážetem císaře Rudolfa II.

### Tachovská větev
Zakladatelem tachovské pošlosti byl Jan IV. Popel z Lobkovic (1510–1570), nejvyšší komorník a nejvyšší purkrabí Českého království. Z této větve stojí za zmínku i Vilém starší z Popel Lobkovic (1567–1626), který byl luteránem a jedním z předáků české stavovské opozice. Roku 1618 se pak osobně podílel na pražské defenestraci. Za krátké vlády Fridricha Falckého zastával úřad nejvyššího hofmistra. Po bitvě na Bílé hoře mu byl veškerý majetek zkonfiskován a on odsouzen k smrti. Díky přímluvě ostatních příbuzných mu však byl trest „milostivě“ změněn na doživotní žalář. Jeho syn Jan Erdman (1603–1648) byl posledním členem tachovské větve.

### Duchcovská větev
Založil ji Václav Popel z Lobkowicz († 1574), hejtman litoměřického kraje. Jeho syn Jan Václav Popel z Lobkowicz (1561–1608) byl hejtmanem Starého Města pražského. Václav Vilém Popel z Lobkowicz (1592–1621) byl císařským radou a komořím. Posledním příslušníkem duchcovské větve byl František Josef Popel z Lobkowicz (1617–1642), který byl v roce 1635 povýšen do stavu říšských hrabat.

### Chlumecká větev

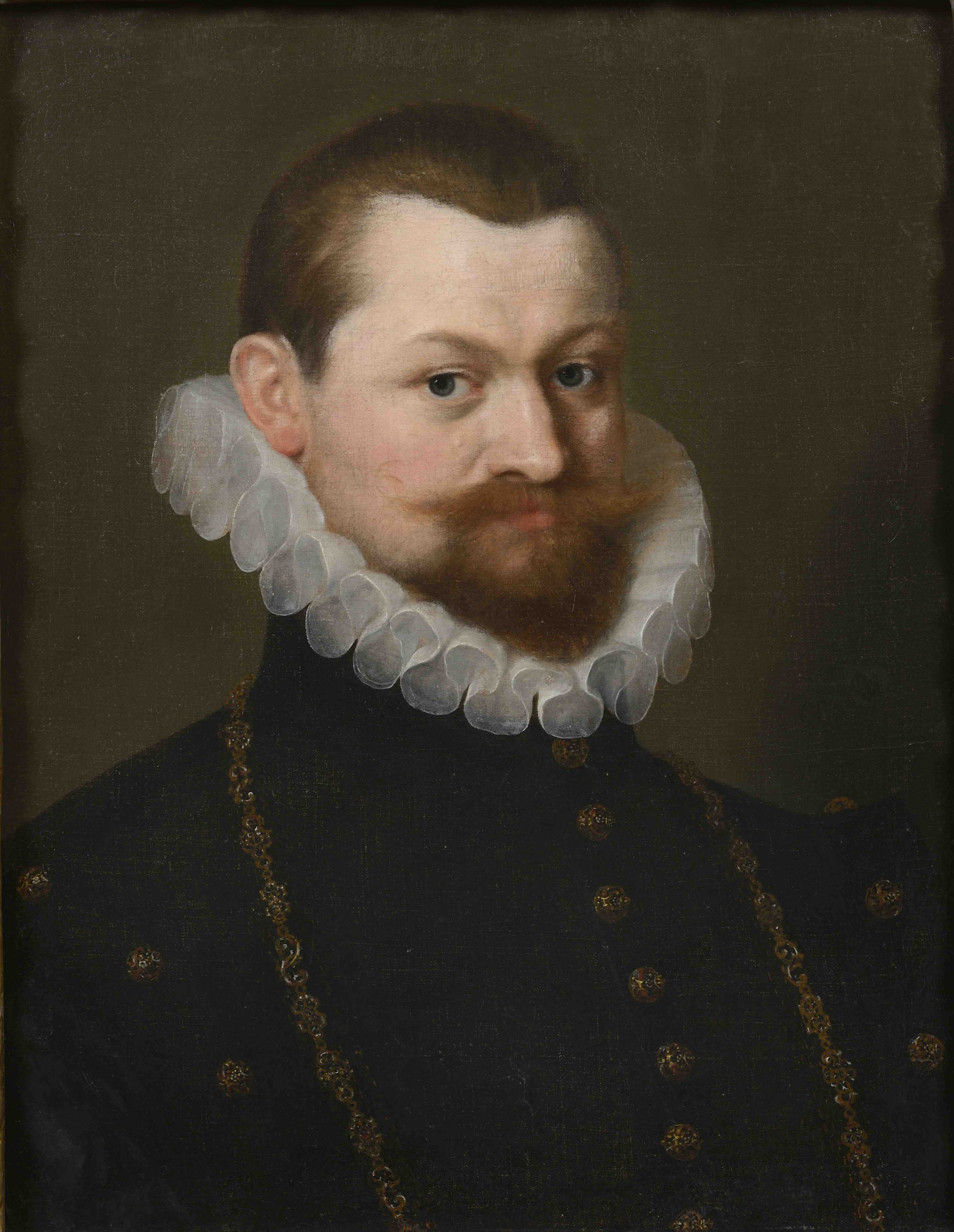
Zdeněk Vojtěch Popel z Lobkowicz

Zakladatelem této větve lobkovického rodu byl Ladislav I. Popel z Lobkowicz († 1505). Jeho první syn Jan III. Popel z Lobkowicz (1490–1569) založil krátkou, ale ve své době velmi vlivnou zbirožskou větev. Z ní stojí za zmínku především Jiří Popel z Lobkovic (1540–1607), který byl oporou katolické (císařské) strany v Čechách a roku 1585 se stal nejvyšším hofmistrem. Později se však postavil proti císaři Rudolfu II. (nechal sepsat protikrálovský list, přednesený roku 1593 na zemském sněmu). Ten proto nechal Jiřího uvěznit a zkonfiskoval mu veškerý majetek. Poslední žalář byl na hradě Lokti, kde Jiří z Lobkovic v roce 1607 zemřel. Do zbirožské větve patřil i jeho bratr Bohuslav Havel Popel z Lobkowicz (1543–1595), hejtman berounského kraje.
Pokračovatelem hlavní chlumecké linie se stal druhý syn Ladislav II. Popel z Lobkowicz (1501–1584). Z této větve pochází jeden z nejvýznamnějších představitelů rodu Lobkoviců: Zdeněk Vojtěch z Lobkovic (1568–1628). V rodině byl vychován ke katolictví a jemu také zůstal v životě „věrný“. Roku 1599 byl jmenován nejvyšším kancléřem Království českého. Za manželku si vzal Polyxenu z Pernštejna, vdovu po nejvyšším purkrabím Vilému z Rožmberka. Jejich vzájemné pouto jen zostřilo jeho postoj k nekatolickým vyznáním. To se projevilo i roku 1609, kdy Zdeněk Vojtěch odmítl jakožto nejvyšší kancléř připojit podpis k Rudolfovu majestátu. Po vypuknutí českého stavovského povstání byl roku 1619 vypovězen ze země. Lobkovic však i poté zůstal na straně císaře a roku 1620 byl zato odměněn řádem Zlatého rouna (později jej získala ještě řada dalších členů rodu). Roku 1624 získal knížecí titul (u nás tehdy nový titul podle zvyklostí Svaté říše římské, v Čechách byl před Bílou Horou šlechtický stav rozdělen pouze na rytířský a panský). Období rekatolizace mu však přineslo spíše zklamání než uspokojení. Císař dával na svém dvoře přednost daleko bezohlednějším katolíkům, než byl on sám, neboť Zdeněk Vojtěch reprezentoval stavovské svobody království. V pobělohorských konfiskacích byl Zdeněk zdrženlivý. To už se však nedalo říci o jeho manželce Polyxeně, která skoupila statky za 350 tisíc zlatých.
Jediným synem Zdeňka a Polyxeny byl Václav Eusebius Popel z Lobkovic (1609–1677). Ten roku 1631 vstoupil do císařské armády a rychle postupoval v hodnostech. Roku 1640 se stal polním podmaršálkem a o sedm let později (1647) polním maršálem. Působil také ve dvorské válečné radě, kde byl od roku 1636 jejím radou a od roku 1652 jejím prezidentem. Roku 1665 se stal nejvyšším hofmistrem a krátce na to také prvním ministrem a prezidentem tajné rady. V říšské politice zastával spojenectví s Francií, čímž se dostal do ostrého konfliktu se španělskými katolíky a jezuity, které nenáviděl. Po sňatku císaře Leopolda s Klaudií Tyrolskou se jeho postavení horšilo, až byl nakonec internován na zámku v Roudnici.
Za svého života dosáhl Václav Eusebius z Lobkovic nejvyšších poct a úřadů. Císař Ferdinand III. Habsburský povýšil jeho německé panství Sternstein na okněžněné hrabství, což ho opravňovalo počítat se mezi říšská knížata. Roku 1646 poté Václav koupil vévodství Zaháňské ve Slezsku a rok nato privilegium velkého palatinátu. Roku 1653 pak byl přijat do kolegia říšských knížat.
Jeho syn kníže Ferdinand August z Lobkovic (1654–1715) opět získal důvěru císařského dvora. Roku 1689 se stal tajným radou a v letech 1699–1708 zastával úřad nejvyššího hofmistra. Stejně jako jeho otec a děd získal řád Zlatého rouna (1698).

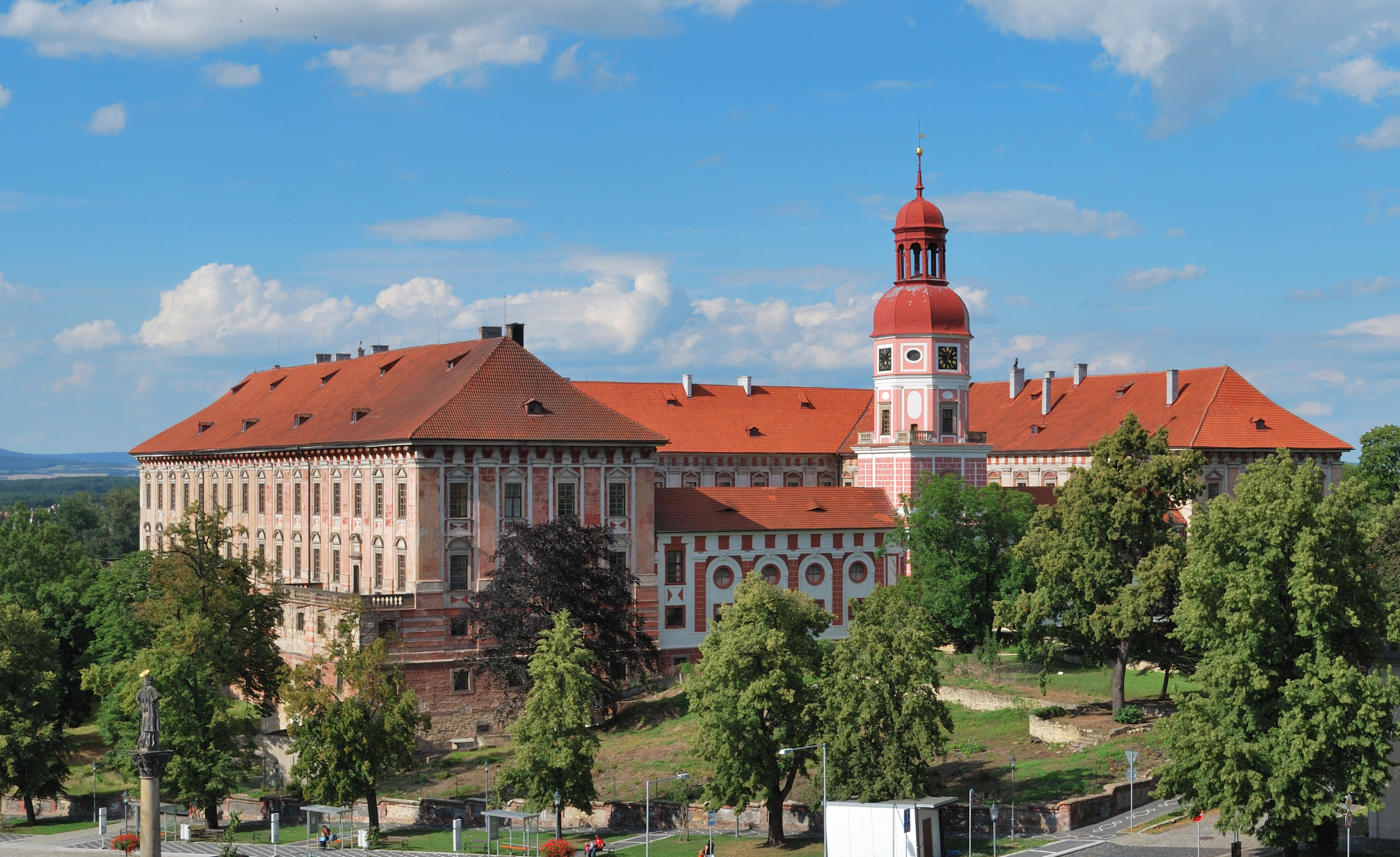
Zámek Roudnice nad Labem

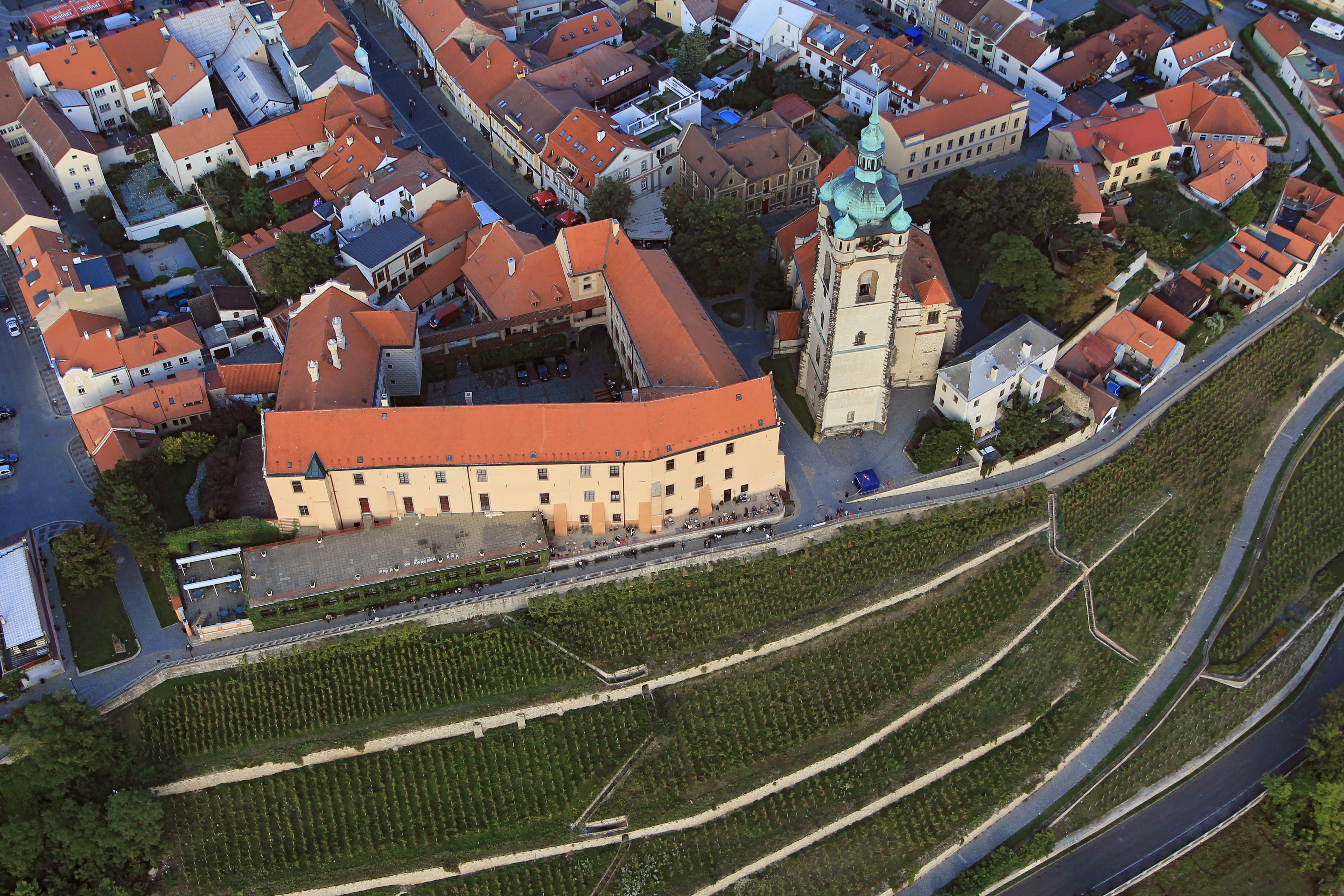
Zámek v Mělníku

Ferdinand August měl tři syny. Josef Antonín August (1681–1717) se dal na vojenskou dráhu. Stal se polním podmaršálkem a majitelem kyrysnického pluku. Nejmladší syn, za válek s Francií a Pruskem císařský polní maršál Jan Jiří Kristián (1686–1753) založil mělnickou větev rodu, z níž se později oddělila ještě drahenická odnož.
Nejstarší syn Filip Hyacint z Lobkovic (1680–1737) se stal zakladatelem roudnické větve rodu. Jeho vnuk (a tedy 6. vládnoucí kníže) Josef František Maxmilián z Lobkovic (1772–1816) prodal vévodství Zaháňské. O vévodský titul však nepřišel, neboť císař Josef II. povýšil statky roudnické (hlavní) větve rodu na Roudnické vévodství (1786). Roku 1807 prodal také své okněžněné hrabství Sternstein v Bavorsku, neboť se odmítl stát poddaným zdejšího krále (kvůli probíhajícím napoleonským válkám a rozpadu Svaté říše římské se bavorský vévoda prohlásil za krále). František Maxmilián také bojoval v napoleonských válkách v císařské armádě a dosáhl zde hodnosti polního podmaršálka. Roku 1809 také z vlastních prostředků zřídil prapor myslivců. Na roudnickém zámku vybudoval divadlo. Na zámku Jezeří poté vybudoval konzervatoř, jejímž absolventem byl i Josef Spitz, učitel Antonína Dvořáka. Kníže byl také mecenášem řady umělců, například Ludwiga van Beethovena, jehož některé skladby autor sám dirigoval na Jezeří. Roku 1792 se oženil s Karolinou ze Schwarzenberka. Jeho mladší synové založili další dvě linie roudnické primogenitury – Jan Nepomuk Karel (1799–1878) křimickou a Josef František Karel (1803–1875) dolnobeřkovickou. Jan Karel byl tím Lobkovicem, který v noční Praze pomohl neznámému starci, a jak se později ukázalo, byl jím poslední hrabě z Vrtby, který pak v roce 1830 Lobkovicům odkázal veškeré jmění.
Prvorozeným synem Josefa Františka Maxmiliána, v pořadí již sedmým knížetem z Lobkovic a pokračovatelem roudnické linie, byl Ferdinand Josef Jan (1797–1868). Ten sice roku 1829 prodal rodné Lobkovice, avšak statky rodu se tím nijak zvláště nezmenšily. Ve druhé polovině 19. století čítala rozloha rodinných statků 28 tisíc hektarů (jedna z největších v podunajské monarchii). V pořadí osmým knížetem byl Ferdinandův syn Mořic Alois Lobkowicz (1831–1903). Ten považoval zpětné odkoupení Lobkovic za věc osobní cti. To se mu také podařilo a roku 1897 rodnou ves odkoupil od Jana Palackého (syna Františka Palackého).
Mořicův jediný syn a v pořadí devátý kníže z Lobkovic Ferdinand Zdeněk (1858–1938) vydal dne 19. ledna 1919 rodové nařízení o změně přízviska z Lobkowitz (německý fonetický přepis českého z Lobkovic) na Lobkowicz, které se stalo podle československých zákonů nadále příjmením rodiny.
Z mělnické (nebo také mělnicko-hořínské) větve stojí za zmínku např. Jiří Kristán z Lobkowicz, který v letech 1871–1908 vykonával funkci maršálka sněmu Království českého. Jeho vnuk Jiří Kristián zahynul při automobilových závodech 22. května 1932 na okruhu AVUS v Berlíně.

## Lobkovicové v Československu
Po vzniku Československa v roce 1918 připravil československý zákon o pozemkové reformě Lobkovice o 80 % všech pozemků, které jim vyvlastnil za peněžitou náhradu.
V roce 1927 prodali Lobkovicové československému státu Lobkovický palác na Malé Straně (tzv. bývalý palác Přehořovských ve Vlašské ulici, v němž dnes sídlí německé velvyslanectví. Jiný Lobkovický palác stojí v Jiřské ulici na Pražském hradě. Palác na Pražském hradě je v držení jedné z větví Lobkoviců dodnes a je tak jedinou budovou v soukromých rukou v areálu Pražského hradu).
Jaroslav Alois Lobkowicz (1877–1953) z křimické větve vstoupil do služeb československého státu (20. a 21. prosince 1918 doprovázel prezidenta Masaryka v jeho vlaku, při návratu do vlasti)  a v letech 1920–1926 působil jako diplomat v Londýně.
Ve 30. letech se synové Ferdinanda Zdeňka Lobkowicze, možní nástupci 10. roudnického vévody, oženili dle svého přání a ne podle aristokratických pravidel. Tím nástupnictví přešlo v roce 1938 na Jaroslava Aloise Lobkowicze (1877–1953) z křimické větve, v roce 1953 pak na Jaroslavova prvního syna Bedřicha (1907–1954) a v roce 1954 na druhého syna Jaroslava Claude Lobkowicze (1910–1985).
V letech 1938 a 1939 se několik členů rodu Lobkowizců připojilo k Deklaracím zástupců české šlechty na obranu československého státu a národa. Všech tří deklarací se zúčastnil Jan Adolf Lobkowicz (1885–1952) z mělnicko-hořínské větve, a signatáři Národnostního prohlášení ze září 1939 byli také Jaroslav Alois Lobkowicz (1877–1953) z křimické větve a jeho synové Bedřich František (1907–1954) a Jaroslav (1910–1985), a Mořic Lobkowicz (1890–1944) se synem Josefem (1918–1946) z větve dolnobeřkovické.
Za druhé světové války se Maximilian Lobkowicz (1888–1967), syn Ferdinanda Zdeňka Lobkowicze, stal velvyslancem československé exilové vlády v Londýně. Jeho rodový majetek byl nacisty zabaven a ze zámku v Roudnici byl vytvořen výcvikový tábor pro německou mládež. Po válce roku 1945 byl Maxi Lobkowiczovi majetek s pomocí spojeneckých vojsk navrácen. Ale již roku 1948 mu byl opět vyvlastněn, tentokrát komunisty a bez náhrady.

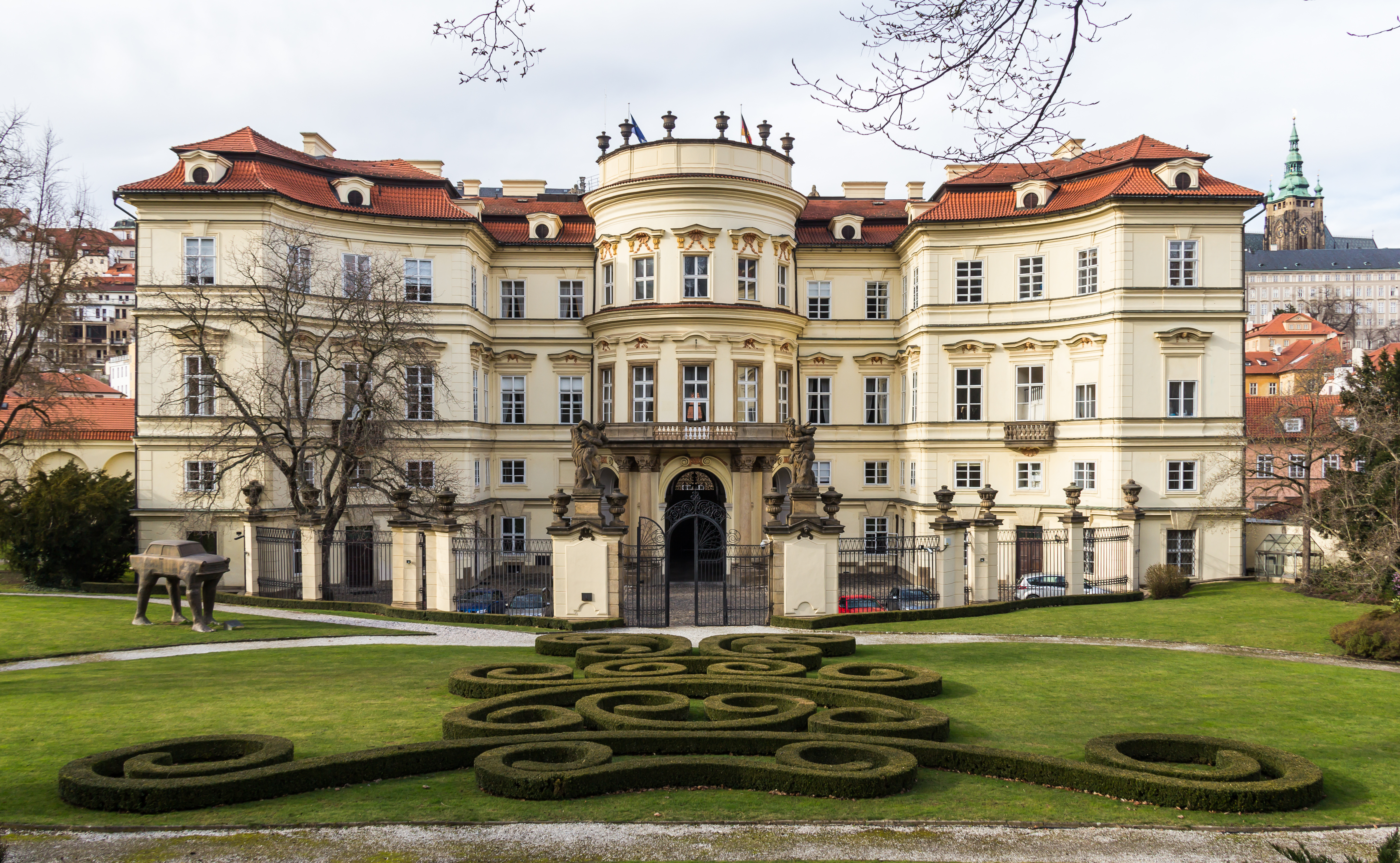
Lobkovický palác v Praze na Malé Straně, ve Vlašské ulici. Sídlo německého velvyslanectví

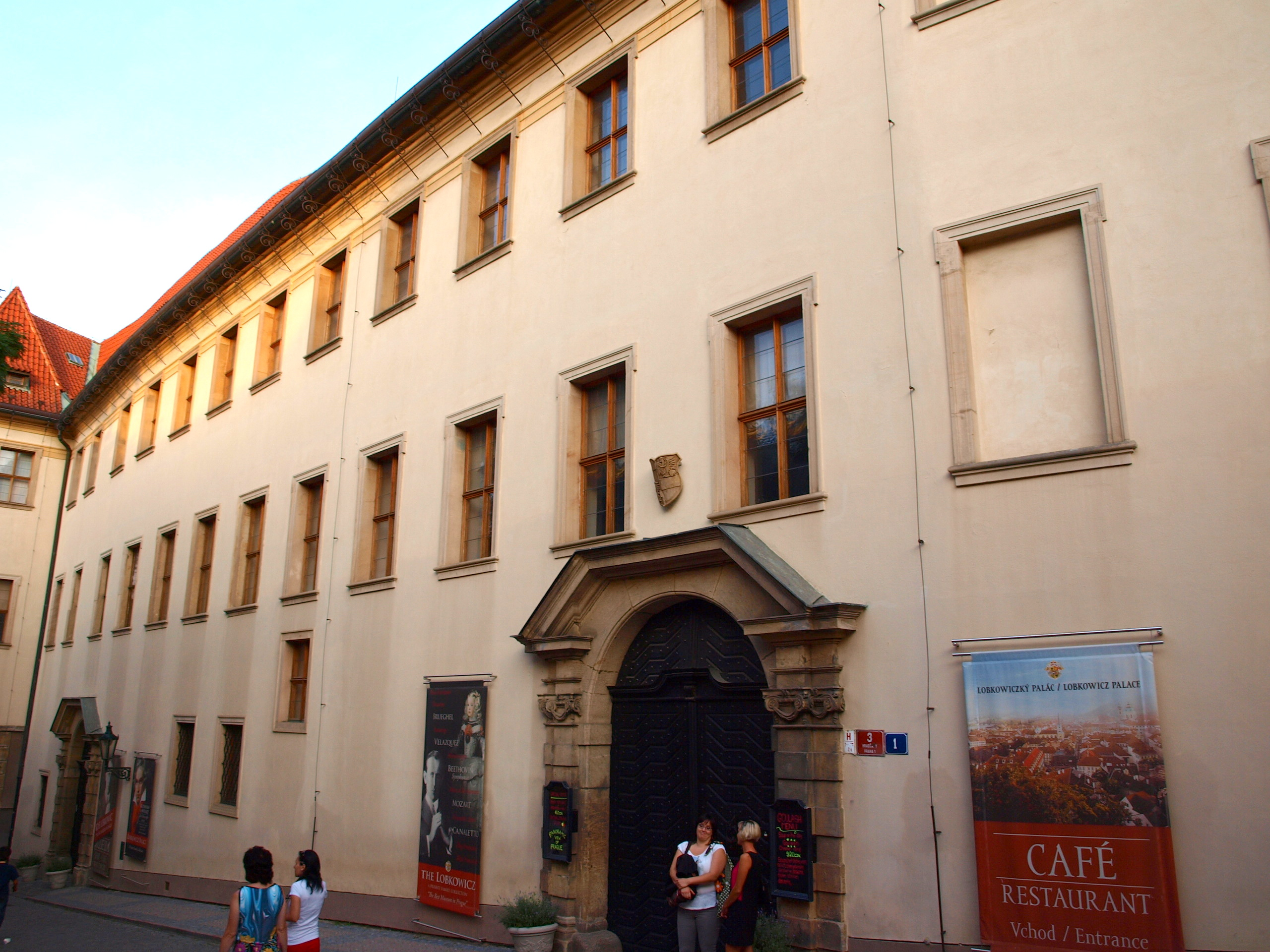
Lobkovický palác na Pražském hradě, v Jiřské ulici

## Po druhé světové válce

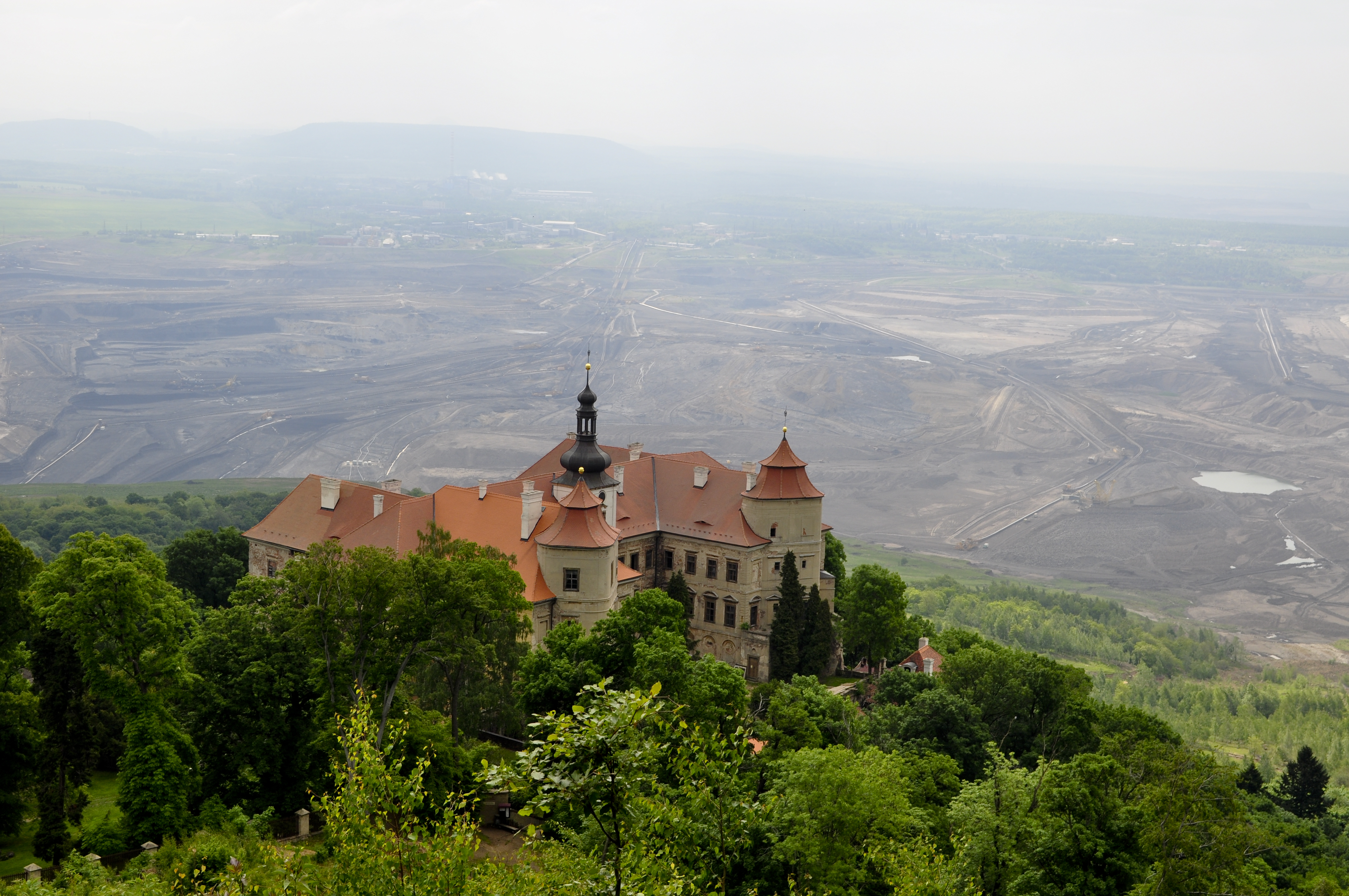
Zámek Jezeří

Za období čtyřiceti let byly téměř všechny rodové zámky zpustošeny. Inventář byl částečně vykraden, zničen nebo svěřen památkové správě. Lobkowiczká sídla byla darována „institucím“, které neměly sebemenší zájem na zachování památek.
Zámek Jezeří byl v blízkosti uhelných dolů téměř zničen, Roudnice byla předána armádě a naprosto zpustošena. Ostatní místa se pak stala sídly JZD či skladišti. Pražský palác na Hradě byl v 80. letech 20. století kompletně rekonstruován pro potřeby Národního muzea. Zámek v Nelahozevsi převzala Středočeská galerie a instalovala zde jejich zestátněné sbírky z Roudnice.
Po roce 1948 někteří příslušníci rodu emigrovali z komunistického Československa. Mikuláš se stal politologem a rektorem univerzity v Eichstättu. Ladislavu (1925–1985), synu Jaroslava (1877–1953) byl v roce 1958 přiznán belgický titul „Prince de Lobkowicz“.

## Po roce 1989
Po roce 1989 se někteří z Lobkoviců vrátili z emigrace a úspěšně zrestituovali část dříve zabaveného majetku.
Majetek roudnické linie byl vrácen Martinu Lobkowiczovi (1928–2014), synu Maximiliana Lobkowicze. Součástí tohoto majetku kromě zámku v Roudnici je i zámek v Nelahozevsi, v němž je zpřístupněna slavná lobkovická sbírka i zámecké prostory. Rodině patří také hrad Střekov a Lobkovický palác, jediný soukromý palác v areálu Pražského hradu. Ten byl rodu vrácen roku 2002, následně podstoupil pět let trvající extenzivní rekonstrukci a finálně byl v roce 2007 znovu zpřístupněn veřejnosti. Majetkem této větve je také vrchol hory Říp a některé okolní pozemky. Představitelem rodové větve je William Lobkowicz (* 1961).
Hlavou křimické větve je Jaroslav Lobkowicz (* 1942), který od roku 1968 žil v Německu a po roce 1989 získal zpět pozemky a rodové sídlo v Křimicích. Po svém návratu se angažoval v české politice (v letech 1998–2006 byl poslancem parlamentu) a podnikal v zemědělství. V roce 2012 převzal vedení rodinného majetku jeho syn Vladimír (* 1972). Jaroslavův bratr František Lobkowicz (1948–2022), který po studiu teologie působil v Československu od roku 1975 jako kněz, byl v roce 1990 ustanoven světícím biskupem pražským a v roce 1996 byl jmenován prvním biskupem nově založené ostravsko-opavské diecéze.
Otakar Lobkowicz (1922–1995) z mělnicko-hořínské větve se do Československa vrátil v roce 1990 se svým synem Jiřím, žil pak střídavě v Praze a ve Vídni. V restitučním řízení byl Jiřímu Lobkowiczovi navrácen majetek sekundogeniturní větve Lobkowiczů ve výměře 1700 ha i s mělnickým a hořínským zámkem.
Do této větve patřil i Mikuláš Lobkowicz (1931–2019), filosof a politolog, který působil v exilu v USA a v Německu. O vrácení majetku v Drahenicích (zámek a okolní pozemky) úspěšně usiloval jeho syn Johannes Lobkowicz (* 1954), když všichni ostatní příbuzní, kteří měli nárok na dědictví po Janu Adolfovi Lobkowiczovi, se svého nároku ve prospěch Johana vzdali.
Také majetek dolnobeřkovické větve Lobkoviců byl po roce 1989 byl v restituci vrácen potomkům Leopolda Lobkowicze (1888–1933). Zámek i park v Dolních Beřkovicích byly značně poškozeny povodní v roce 2002. V současné době patří celý areál rodině Thurn-Taxisů. Do dolnobeřkovické větve patří také Michal Lobkowicz (* 1964), bývalý politik, poslanec a v roce 1998 ministr obrany České republiky.

## Seznam vladařů domu lobkowiczkého

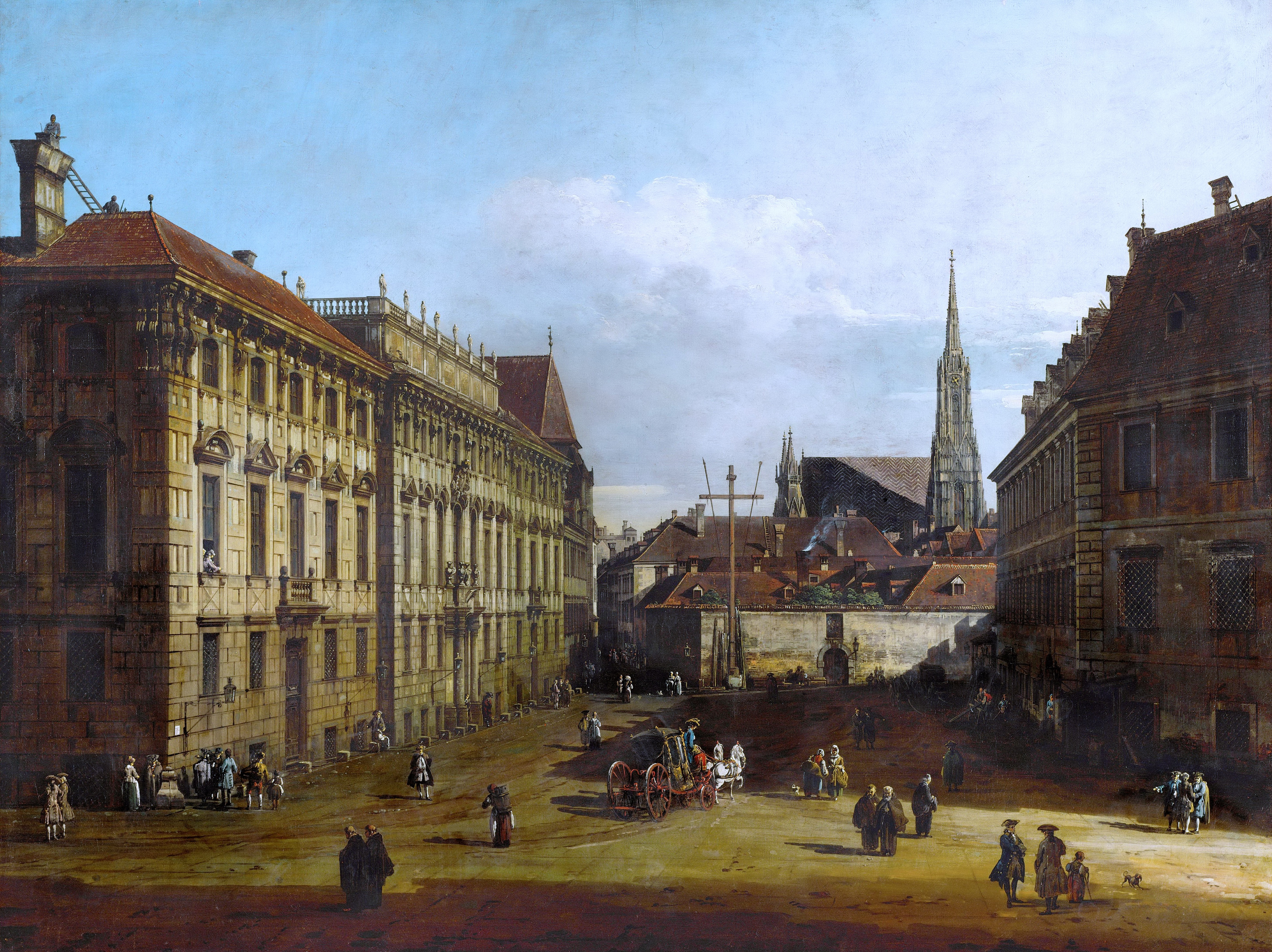
Lobkovický palác ve Vídni

1. 1624–1628 Zdeněk Vojtěch (1568–1628)
2. 1628–1677 Václav Eusebius (1609–1677)
3. 1677–1715 Ferdinand August (1655–1715)
4. 1715–1734 Filip Hyacint (1680–1734)
5. 1734–1739 Václav Ferdinand (1723–1739)
6. 1739–1784 Ferdinand Filip (1724–1784)
7. 1784–1816 Josef František Maxmilián (1772–1816)
8. 1816–1868 Ferdinand Josef (1797–1868)
9. 1868–1903 Mořic Alois (1831–1903)
10. 1903–1938 Ferdinand Zdeněk (1858–1938)[pozn. 1]
11. 1938–1953 Jaroslav Alois (1877–1953), i dále už křimická větev
12. 1953–1954 Bedřich František (1907–1954)
13. 1954–1985 Jaroslav Claude (1910–1985)
14. 1985– Jaroslav (* 1942)

## Rodová posloupnost Lobkoviců od Zdeňka Vojtěcha Popela po Vladimíra Lobkovice

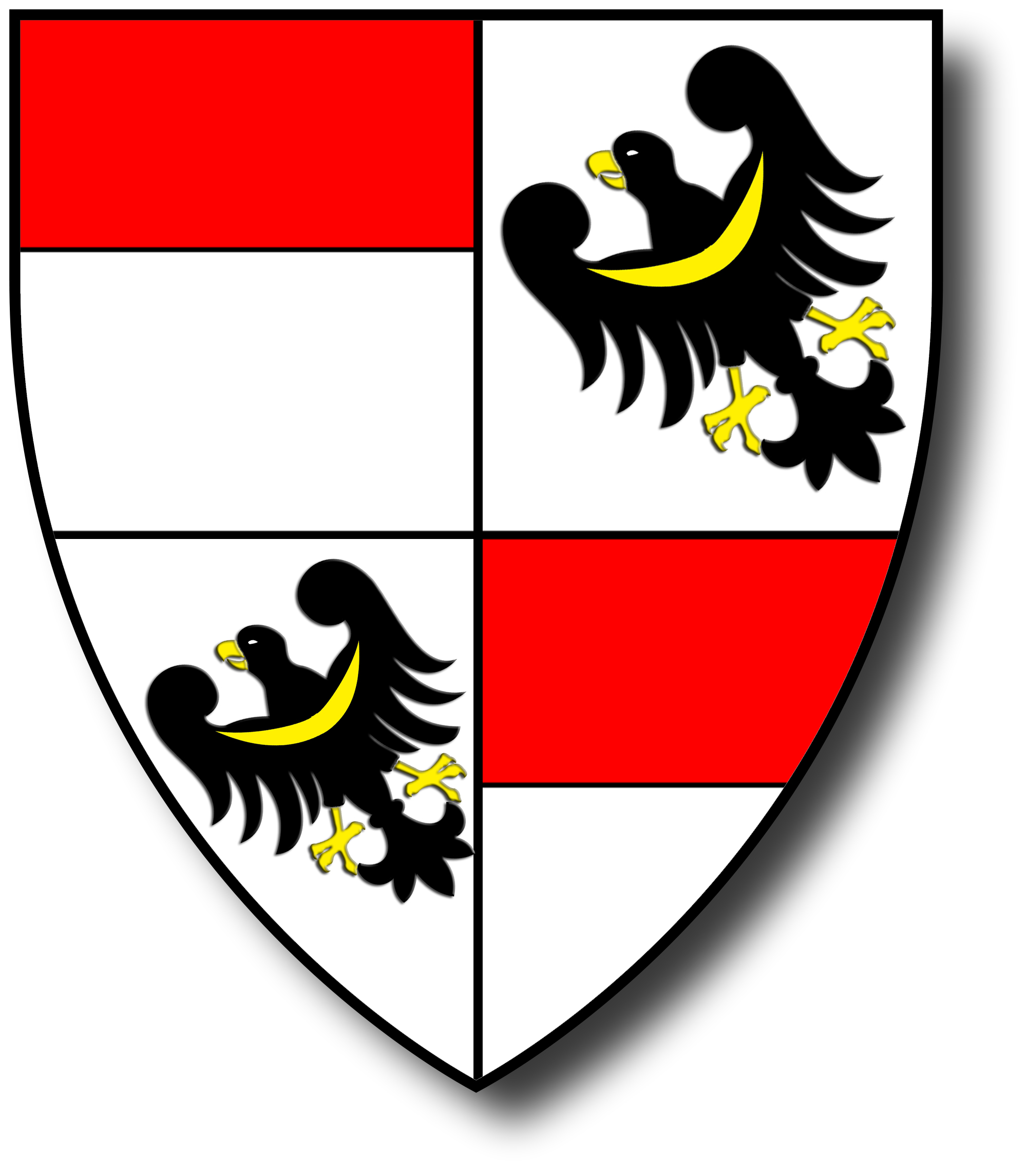
Moderní podoba erbu Lobkoviců

- Zdeněk Vojtěch Popel z Lobkovic (1568–1628)
- Václav Eusebius Popel z Lobkovic (1609–1677)
- Ferdinand August z Lobkovic (1655–1715)
- Filip Hyacint z Lobkovic (1680–1737)
- Ferdinand Filip z Lobkovic (1724–1784)
- Josef František Maxmilián z Lobkovic (1772–1816)
- Jan Nepomuk Karel z Lobkowicz (1799–1878), počátek křimické linie
- František Evžen z Lobkowicz (1839–1898)
- Jaroslav Lobkowicz (1877–1953)
- Jaroslav Claude Lobkowicz (1910–1985)
- Jaroslav Lobkowicz (* 1942) – současná hlava rodu
- Vladimír Lobkowicz (* 1972)

## Posloupnost sekundogeniturní mělnicko-hořínské linie
- Jan Jiří Kristián z Lobkovic (1686–1755)
- Josef Maria z Lobkovic (1724–1802), bez mužského potomka
- August Antonín z Lobkovic (1729–1803), sňatkem získal panství Mělník se sídelním zámkem v Hoříně
- Antonín Isidor z Lobkovic (1773–1819)
- August Longin z Lobkovic (1797–1842)
- Jiří Kristián z Lobkovic (1835–1908)
- Bedřich Lobkowicz (1881–1923)
- Jiří Kristián Lobkowicz (1907–1932)
- Jan Adolf Lobkowicz (1885–1952)
- Otakar Karel Lobkowicz (1922–1995)
- Antonín Lobkowicz (* 1956)

## Erb
Nejstarším středověkým rodovým znakem byla prostá tzv. červená hlava (tj. horní třetina) stříbrného čili bílého štítu, od druhé poloviny 15. století ve čtvrceném štítě spojená s vyženěnou černou kosmou orlicí vymřelých pánů z Žirotína či Žerotína (českého Žerotína, který nesouvisí se stejnojmennou moravskou obcí a známějšími pány a hrabaty z Žerotína erbu lva a trojvrší). Až v polovině 17. století začali Lobkovicové používat složitý erb s knížecí korunou a hermelínovým pláštěm, v němž se ve dvou štítech objevily všechny tituly i nároky rodu: vyženěná černá zubří hlava s houžví vymřelých pánů z Pernštejna, anděl i lev slezského zaháňského vévodství (ze znaku zavedeného již Albrechtem z Valdštejna, jako předešlého zaháňského vévody) a proto také černá slezská orlice, včetně znaku bavorského říšského okněžněného hrabství Störnstein (česky „Hvězdný kámen“), tvořeného dvěma spojenými hornofalckými panstvími (Störnstein a Neustadt an der Waldnaab) v podobě tzv. mluvícího znamení tří hvězd nad trojvrším a třemi černými kůly (užívaného v rodovém erbu již dříve, ještě před ziskem zaháňského vévodství a touto konečnou úpravou velkého knížecího erbu). Do středu hlavního štítu byl položen původní čtvrcený štítek s jednoduchým rodovým červeno-stříbrným znamením v 1. a 4. poli, přičemž v 2. a 3. poli je výše zmíněná černá orlice Žerotínů. Na štítě pak spočívají čtyři šlechtické korunované turnajské přilby s tzv. klenoty (tj. znameními vztahujícími se historicky k polím erbu) – pero a kalamář (z Lobkovic), zubří hlava (z Pernštejna), praporce (za Störnstein) a šachovnice (za slezské Zaháňsko, podle znaku Hlohovska).

## Rytíři Řádu zlatého rouna
Pořadové číslo řádu – datum udělení – jméno a životní data:
- 341. (10. 8. 1620) – Zdeněk Vojtěch (1568–1628)
- 403. (16. 5. 1644) – Václav Eusebius (1609–1677)
- 570. (9. 7. 1695) – Václav Ferdinand (1656–1697)
- 586. (18. 7. 1698) – Ferdinand August (1655–1715)
- 660. (27. 11. 1731) – Filip Hyacint (1680–1734)
- 687. (28. 11. 1739) – Jan Jiří Kristián (1686–1755)
- 798. (11. 10. 1772) – Josef Maria Karel (1724–1802)
- 836. (21. 11. 1792) – August Antonín (1729–1803)
- 875. (9. 3. 1809) – Josef František Maxmilián (1772–1816)
- 919. (15. 9. 1836) – Ferdinand Josef (1797–1868)
- 1052. (26. 4. 1881) – Mořic Alois (1831–1903)
- 1095. (28. 5. 1892) – Rudolf Ferdinand (1840–1908)
- 1132. (1903) – Jiří Kristián (1835–1908)
- 1160. (1908) – Ferdinand Zdeněk (1858–1938)
- 1171. (12. 4. 1913) – Ferdinand Jiří (1850–1926)
- 1198. (1918) – Zdenko (1858–1933)
- 1294. (1978) – Mikuláš (1931–2019)

## Někteří další známí nositelé rodového jména
- Jan Caramuel z Lobkovic (1606–1682)
- František Lobkowicz (1927–1998)
- František Lobkowicz (1948–2022)
- Zdeněk Filip Lobkowicz (* 1954)
- Jiří Lobkowicz (* 1956)
- Michal Lobkowicz (* 1964)

## Důležitá rodová místa
- Lobkovice: 1409–1489, 1615–1829, 1897–1948, po 1989 zámek vrácen potomkům roudnické větve (nyní Ridder-Lobkowicz)
- Hasištejn: 1421–1594
- Vysoký Chlumec: 1474–asi 1940, zámek 1992 vrácen Lobkowiczům a následně 1998 prodán příbuznému rodu (Arco-Zinneberg)
- Bílina: 1502–1945, po roce 1989 vráceno roudnické větvi Lobkowiczů, následně zámek i lázně prodány
- Ústí nad Labem (hrad Střekov): 1563–1945 a znovu od 1992 roudnická větev Lobkowiczů
- Roudnice nad Labem: 1603–1948, po 1989 zámek vrácen roudnickým Lobkowiczům
- Jezeří: 1623–asi 1940, 1991 zámek vrácen roudnické větvi Lobkowiczů, 1996 věnován státu
- Nelahozeves: 1623–1950, 1993 zámek vrácen roudnické větvi Lobkowiczů
- Lobkovický palác na Pražském hradě: 1627–1939, 2002 vrácen roudnické větvi Lobkowiczů
- Dolní Beřkovice: 1627–1948, po roce 1989 zámek vrácen potomkům dolnobeřkovické větve a přešel na rodinu Thurn-Taxisů
- Lobkovický palác ve Vídni: 1745–1980

- Mělník a Hořín: 1753–1938, 1992 mělnický i hořínský zámek vráceny mělnicko-hořínské větvi Lobkowiczů
- Lobkovický palác na Malé Straně: 1753–1927
- Konopiště: 1830–1887
- Křimice: 1830–1948, 1994 byl zámek navrácen křimické větvi Lobkowiczů
- Drahenice: 1870–1948, 1992 vráceno drahenické odnoži Lobkowiczů
- Vráž u Písku (zámek, letní rezidence): 1875–1926